# Andrej Šimek
Andrej Šimek (1. ledna 1920 Žarnovica – 30. srpna 1943 Biskajský záliv) byl slovenský palubní radiotelegrafista a střelec 311. československé bombardovací perutě RAF.

## Život

### Před druhou světovou válkou
Andrej Šimek se narodil 1. ledna 1920 v Žarnovici na středním Slovensku v rodině Ľudevíta Šimka a Aurelie, rozené Jelínkové. Vychodil pět tříd obecné školy a čtyři třídy školy měšťanské, dva roky poté studoval na gymnáziu. V roce 1938 odešel do Spojeného království, kde vystudoval a odmaturoval na obchodní akademii. Hovořil anglicky, německy a maďarsky.

### Druhá světová válka
V únoru 1942 se po dokončení studií přihlásil Andrej Šimek v Leamingtonu do Československé armády v zahraničí. Dne 23. března téhož roku byl převelen k letecké skupině a přijat do Royal Air Force. Byl vyškolen na palubního radiotelegrafistu a střelce a 9. května 1943 zařazen k 311. československé bombardovací peruti. Dne 30. srpna 1943 odstartoval na palubě stroje Consolidated B-24 Liberator Gr.Mk.V EV948 (M) pod velením Josefa Stacha ke svému prvnímu operačnímu letu na postu bočního střelce. Letoun byl nad Biskajským zálivem napaden dálkovým stíhačem Junkers Ju 88, během útoku byl Andrej Šimek zasažen do srdce a na místě zemřel. Útočící německé letadlo bylo následně sestřeleno. Andrej Šimek byl 3. září 1943 pohřben na hřbitově v Brookwoodu. Dosáhl hodnosti desátníka.

## Ocenění in memoriam
- Andreji Šimkovi byla v roce 1943 in memoriam udělena Československá medaile Za chrabrost před nepřítelem
- Andrej Šimek byl in memoriam povýšen do hodnosti majora